# Nicholas Kazanas
Nicholas Kazanas (* 29. Januar 1939 in Chios, Griechenland) ist ein griechischer Indologe und Autor.

## Leben
Nicholas Kazanas wurde am  29. Januar 1939 auf der Insel Chios geboren. Nach dem Schulabschluss ging er nach England. In London studierte er Englisch am University College, Wirtschaft und Philosophie an der School of Economic Science und Sanskrit an der Oriental and African Studies. An der SOAS absolvierte er auch sein Masterstudium und erlangte folgend einen PhD. Während dieser Zeit verbrachte er 1970 ein Jahr in Indien an der Sampurnanand Sanskrit University, Varanasi und am Deccan College in Pune. In der Folgezeit lehrte er in London an St. James School und der School of Economic Science Wirtschaft, Philosophie und Sanskrit. 1978 kehrte er nach Griechenland zurück, wo er am Aufbau des Omilos Meleton Cultural Institute – 1976 gegründet, ermöglicht u. a. Studium von Sanskrit und Vedanta – in Athen beteiligt war, welches er seit 1980 leitet. Eine Zeit lang bestand noch eine Verbindung des Institutes zur School of Economic Science in London.
Sein Hauptforschungsgebiet sind indogermanische Kulturen, insbesondere die Veden und Vergleiche zwischen philosophischen Ideen, Sprache, Mythologie und Religionen. Darüber hinaus schrieb er auch über Wirtschaftsgeschichte.
Er übersetzte mehrere gnostische Texte und zehn Upanishaden ins Griechische sowie auch Patanjalis Yogasutra und Teile des Rigveda.
Seit den 1990ern vertritt Kazanas die Indian Urheimat theory, eine Minderheits-These, die heute neben Wissenschaftlern wie Kazanas und Michel Danino stark von hindunationalistischen Kreisen wie beispielsweise der BJP vertreten wird. In mehreren Ausgaben des Journal of Indo-European Studies brachte er Argumente gegen die Mainstream-Theorie der Indo-Arischen Migration vor. Seine Position wurde mehrheitlich kritisiert, u. a. von Michael Witzel, Richard Meadow, Martin Huld, Edwin Bryant, D. P. Agrawal, Asko Parpola, Stefan Zimmer, J. P. Mallory und Elena Kuzmina. Vishal Agarwal veröffentlichte darauf einen Aufsatz, in dem er auf die Argumente Witzels einging und daneben im Speziellen „the uncivil and offensive tone of his writings“ kritisierte.
Im Jahr 2021 erhielt er für seine Forschungstätigkeit den Padma-Shri-Award im Bereich Literature & Education.
Er gehört zum „Editorial Board“ des Adyar Library Bulettin.
Kazanas ist ein Schüler von Shankaracharya Shantanand.

## Werke (Auswahl)
Monographien
- The dialogues of Plato and the Upaniṣad-s. 1. Auflage. Adyar Library and Research Centre, Chennai, India 2005, ISBN 81-85141-49-5.
- Vedic and Mesopotamian interactions. Adyar Library and Research Centre; Distributors, Theosophical Pub. House, Chennai 2007, ISBN 978-81-85141-55-8.
- Vedic Vāc and Greek logos as creative power. A critical study. Adyar Library and Research Centre, Chennai 2009, ISBN 978-81-85141-62-6.
- Economic principles in the Vedic tradition. Aditya Prakashan, New Delhi 2010, ISBN 978-81-7742-092-0.

Aufsatzsammlungen
- Indo-Aryan origins and other Vedic issues. Aditya Prakashan, New Delhi 2011, ISBN 81-7742-115-8.
- Vedic and Indo-European Studies. Aditya Prakashan, New Delhi 2015, ISBN 81-7742-137-9.
- In the beginning. Studies in Vedic and Greek philosophies. Aditya Prakashan, New Delhi 2019, ISBN 81-934621-9-X.

Herausgeberschaften
- Mit Ram Nath Jha und Shashi Tiwari (Hrsg.): Vedic Venues : Vol. 1. Kothari Charity Trust, Kolkata 2012.
- Mit Ram Nath Jha und Śaśi Tivārī (Hrsg.): Vedic Venues : Vol. 2., Kothari Charity Trust, Kolkata 2013.
- Mit Ram Nath Jha und Śaśi Tivārī (Hrsg.): Vedic venues : Vol. 3. Kothari Charity Trust, Kolkata 2015, ISBN 81-7742-158-1.
- Mit Soma Basu (Hrsg.): Poetry and compositional structure of the Sanskrit Buddhist narrative Supriya Sārthavāha Jātaka in Bhadrakalpāvadāna. Annotated critical edition, English translation, and transliterated text with notes to accompany the text. The Asiatic Society, Kolkata 2022, ISBN 81-956198-4-3.

Weiteres
- Indo-European deities and the Rgveda. In: Journal of Indo-European Studies. 29, Nr. 3/4 2001, S. 257–293.

- Indigenous Indo-Aryans and the Rigveda. In: Journal of Indo-European Studies. 30, Nr. 3/4 2002, S. 273–334.
- Final Reply: Indo-Aryan migration debate. In: Journal of Indo-European Studies. 31, Nr. 1/2 2003, S. 187–240.